# Kaspar von Ruppert

Kaspar Ritter von Ruppert (1874)

Kaspar Ritter von Ruppert (* 17. Januar 1827 in Kirchenlaibach; † 10. Juni 1895 in München) war ein bayerischer Politiker.

## Leben
Der ausgebildete Jurist war von 1861 bis 1893 rechtskundiger Magistratsrat der Stadt München. Nach der Landtagswahl 1875 zog er als Kandidat der Bayerisch-Patriotischen Partei erstmals in die Kammer der Abgeordneten des Bayerischen Landtags ein, der er in drei Wahlperioden bis 1892 angehörte. Als Karl Heinrich von Kurz am 30. September 1885 aus gesundheitlichen Gründen als Vizepräsident der Kammer der Abgeordneten zurücktrat, übernahm Ruppert bis zum Ende der Sitzungsperiode am 1. Juli 1886 das Amt. 1887 schloss er sich dem Zentrum an.
Zudem gehörte Ruppert von Juli 1878 bis Oktober 1884 als Abgeordneter dem Reichstag an. Er vertrat als Abgeordneter den Wahlkreis Oberbayern 1 (München I).

## Ehrungen
- 1897: Benennung einer Straße im Münchener Stadtteil Ludwigsvorstadt